# Mönchpfiffel-Nikolausrieth
Mönchpfiffel-Nikolausrieth est une commune allemande de l'arrondissement de Kyffhäuser, Land de Thuringe.

## Géographie
Mönchpfiffel-Nikolausrieth se situe sur la Helme.
La commune comprend les quartiers de Mönchpfiffel et Nikolausrieth.
| Voigtstedt |                            | Allstedt |
| Artern     | Mönchpfiffel-Nikolausrieth |          |
|            | Heygendorf                 |          |

## Histoire
Mönchpfiffel est mentionné pour la première fois entre 881 et 899 dans le répertoire de la dîme de l'abbaye d'Hersfeld sous le nom de Bablide.
Nikolausrieth est mentionné pour la première fois en 1226 sous le nom de Novale St. Nicolai.
Les deux villages fusionnent en 1956 pour former la commune.

## Source, notes et références
- (de) Cet article est partiellement ou en totalité issu de l’article de Wikipédia en allemand intitulé « Mönchpfiffel-Nikolausrieth » (voir la liste des auteurs).